# Fort Worden
Das Fort Worden war eine Küstenbefestigung der US-Armee im US-Bundesstaat Washington. Die Festung diente zum Schutz des Admiralty Inlet, der Hauptzufahrt zum Puget Sound und damit zum 1891 gegründeten Marinehafen in Bremerton. Zusammen mit Fort Casey auf Whidbey Island und Fort Flagler auf Marrowstone Island konnte es die Einfahrt in Admiralty Inlet von drei Seiten unter Artilleriefeuer nehmen. Das Fort wurde 1902 bezogen und diente bis 1953 als militärische Anlage, wurde aber nie in direkte feindliche Angriffe verwickelt. Seit 1973 ist das Gelände als Fort Worden State Park öffentlich zugänglich.

## Anlage
Fort Worden wurde auf einer Klippe auf der Spitze der Quimper Halbinsel angelegt und grenzte direkt an die Stadt Port Townsend an. Mittelpunkt der Anlage war der Artillery Hill, ein über 70 Meter hoher Hügel, auf dessen Spitze acht Artilleriestellungen errichtet wurden. Auf der Landzunge Point Wilson, die die Juan-de-Fuca-Straße und den Admiralty Inlet trennt, wurden neben dem Leuchtturm Point Wilson Light Station zwei weitere Geschützbatterien auf Meereshöhe erbaut, die feindliche Torpedoboote oder Landungsversuche abwehren sollten. Zwei weitere Batterien waren im Osten des Forts auf den Admiralty Inlet ausgerichtet. Bei Vollendung der Anlage als Küstenbefestigung 1912 verfügte die Festung über 40 Geschütze in 12 Batterien, darunter vier 30,5 cm-Geschütze, sieben 25,4 cm-Geschütze, sechzehn 30,5 cm-Mörser und acht 15,2 cm-Geschütze. Die Geschütze waren in betonierten Stellungen aufgestellt und teilweise versenkbar, um sie während des Ladens vor gegnerischem Feuer zu verbergen. Die Kasernen und die Offiziersunterkünfte wurden ab 1904 um den Paradeplatz errichtet. Insgesamt umfasste die Festung über 200 Gebäude, neben den Kasernen auch Verwaltungsgebäude, ein Kraftwerk, eine Bäckerei und ein Krankenhaus.

## Geschichte
Am Point Wilson wurde bereits gegen Mitte des 19. Jahrhunderts eine Kirchenglocke aufgehängt, die bei Nebel als Schifffahrtssignal geläutet wurde. 1879 wurde ein erstes Leuchtfeuer auf einem 14 Meter hohen Gerüst errichtet. Als das Gerüst durch Küstenerosion gefährdet wurde, wurde 1913 der heute noch bestehende, 15 Meter hohe Leuchtturm errichtet. Das Leuchtfeuer wurde 1976 automatisiert und dient heute noch als Schifffahrtssignal.
Fort Worden wurde als Küstenbefestigung als Teil des nach dem damaligen Kriegsministers Endicott benannten Bauprogramms errichtet. Das Gelände, auf dem die Festung errichtet werden sollte, befand sich gegen Ende des 19. Jahrhunderts in Privateigentum, das für die Errichtung der Festung enteignet wurde. Aus dieser Zeit ist Alexander's Castle bei Point Wilson erhalten, ein kleines, burgartiges Wohngebäude, das der Überlieferung nach 1883 von Reverend John Alexander für seine schottische Braut gebaut wurde. Die Braut kam allerdings nie nach Port Townsend, sondern heiratete schon in Schottland einen anderen Mann. Das Militär nutzte das Gebäude später unter anderem als Schneiderei.

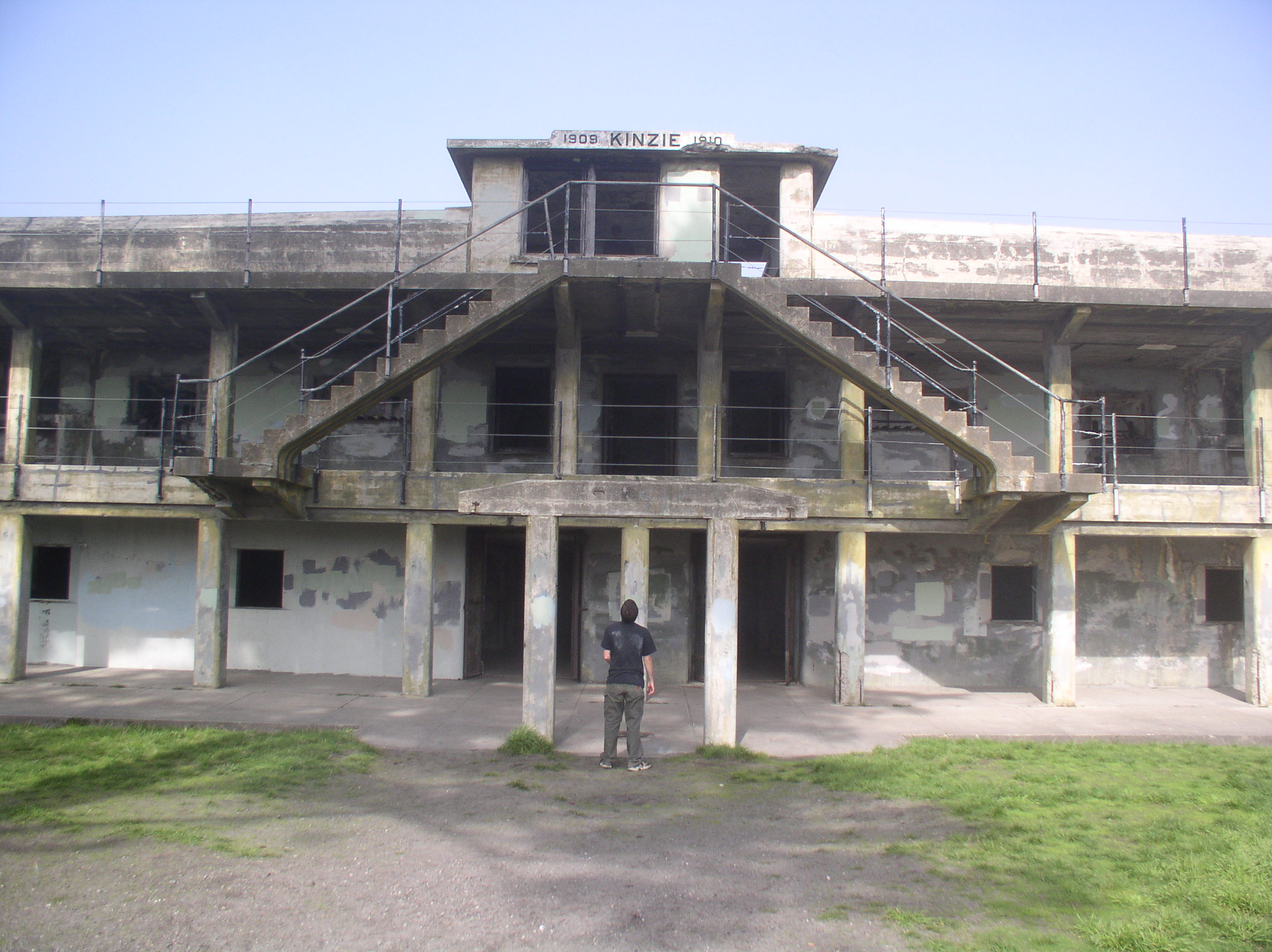
Battery Kinzie, eine 1912 fertiggestellte Artilleriestellung für zwei 30,5 cm-Geschütze

1897 begannen 200 Arbeiter unter Aufsicht des US Army Corps of Engineers mit dem Bau von Fort Worden. Sie mussten erst eine provisorische Hafenanlage errichten, damit die Baumaterialien und später die schweren Geschütze per Schiff angeliefert werden konnten, und von der Anlegestelle musste eine Kleinbahn auf die Klippe gebaut werden, um die Materialien an die Baustelle zu schaffen. Die ersten sechs betonierten Geschützstellungen waren 1902 fertiggestellt, so dass am 3. Mai 1902 eine erste Kompanie der Küstenartillerie die Festung als Garnison beziehen konnte. Da die ersten Kasernenbauten erst 1904  fertiggestellt wurden, mussten die Soldaten in Zelten kampieren. Benannt wurde die Festung nach dem US-Admiral John Worden, dem Kommandanten der Monitor im historischen Gefecht mit der Virginia (der früheren Merrimack). Im Sommer 1903 wurde mit dem Bau von vier weiteren Geschützbatterien begonnen und die drei Festungen am Puget Sound wurden mit Telegrafenkabeln untereinander verbunden. Am 4. September 1904 wurde das Hauptquartier der Puget Sound Küstenverteidigung von Fort Flagler nach Fort Worden verlegt. Von Fort Worden konnten die Offiziere besser am sozialen Leben von Port Townsend teilnehmen, und die Musikkapelle der Garnison konnte in der Stadt auftreten. Im Herbst 1905 war Fort Worden vollständig mit vier Kompanien der Küstenartillerie belegt und das Küstenverteidigungssystem des Puget Sound war einsatzbereit. Zwischen 1908 und 1912 wurde die Festung mit dem Bau einer weiteren Batterie auf dem Artillery Hill und einer weiteren bei Point Wilson verstärkt.
Während des Ersten Weltkriegs wurde Fort Worden mit zahlreichen Kasernengebäuden erweitert und diente als Übungsgelände der Armee. 1600 Soldaten wurden von der Festung aus an die Westfront nach Frankreich geschickt. Im Laufe des Krieges wurden 18 der Geschütze der Festung demontiert, um sie ebenfalls an die Front nach Frankreich zu schicken, jedoch wurden nur wenige wirklich nach Frankreich verschifft, da das Ende des Krieges absehbar war. Nach Kriegsende wurden die abgebauten Geschütze nicht ersetzt und die Küstenverteidigung wurde umorganisiert. Das Hauptquartier des North Pacific Coastal Artillery District wurde 1920 nach San Francisco verlegt. Die drei Festungen am Puget Sound wurden mit dem 14th Regiment of Coastal Artillery mit 20 Offizieren und 400 Mannschaften belegt und Fort Worden blieb in verminderter Einsatzbereitschaft. Dennoch wurden einige der Geschützstellungen modernisiert, um sie gegen Luftangriffe zu schützen. 1924 wurde ein Ballonhangar errichtet, um im Verteidigungsfall über Ballons zur Artilleriebeobachtung zu verfügen.
Während des Zweiten Weltkriegs diente Fort Worden wieder als Hauptquartier der US Army und der US Navy für die Küstenverteidigung des Puget Sounds. Um die Verteidigung der Juan-de-Fuca-Straße zusammen mit den kanadischen Streitkräften zu koordinieren, waren auch kanadische Offiziere in der Festung stationiert. Zwischen Fort Casey und Fort Worden wurden U-Bootnetze und andere Sperren errichtet und die Festung wurde mit moderner Sonar- und Radartechnik und Flugabwehrkanonen zur Abwehr gegnerischer Angriffe ausgestattet, während die veralteten Küstengeschütze demontiert und verschrottet wurden. Nach dem Zweiten Weltkrieg wurden auch die letzten Geschütze abgebaut und das Fort wurde am 30. Juni 1953 geschlossen. Der Staat Washington kaufte das Gelände am 1. Juli 1957 und nutzte die Anlage zuerst als Heim für schwer erziehbare Jugendliche. Einen Teil des Geländes nutzte die US Navy als Übungsgelände für amphibische Operationen, und auf dem Artillery Hill befand sich noch bis 1961 eine Radarstellung. Das Heim wurde 1971 geschlossen, 1973 wurde das Gelände der  Washington State Parks and Recreation Commission übergeben. Am 15. März 1974 wurde das Fort als Historic District in das National Register of Historic Places eingetragen und am 8. Dezember 1976 als National Historic Landmark anerkannt.